# Molly Hammar
Ella Molly Natalia Pettersson Hammar, född 16 oktober 1995 i Umeå stadsförsamling, Västerbottens län, är en svensk sångerska och låtskrivare. Hon är dotter till jazzmusikerna Mimmi Hammar och Andreas Pettersson. Hon har bland annat tävlat i Idol och Melodifestivalen, haft internationella framgångar med låten "We Could Be Dancing" och blivit svensk listetta med "Ingen annan rör mig som du".

## Biografi
Hammar tävlade 2011 i talangtävlingen Idol, där hon kom på fjärde plats.
Hon tävlade i Melodifestivalen 2015 med låten "I'll Be Fine". Hon och låten kom i den första deltävlingen i Scandinavium (Göteborg) den 7 februari på sjätte plats. "I'll Be Fine" hamnade samma månad som nummer 1 på Itunes försäljningslista.
Hon tävlade i Melodifestivalen 2016 med låten "Hunger", i den andra deltävlingen. Där gick hon vidare till Andra chansen.
Hammar skrev "Walk on Water", som tävlade för Malta i Eurovision Song Contest 2016 och som framfördes av Ira Losco. Bidraget kom på 11:e plats. Hammar körade även bakom bidraget.
När de båda NHL-lagen Buffalo Sabres och Tampa Bay Lightning möttes i NHL Global Series 2019 i  Globen i Stockholm, den 8 och 9 november 2019, sjöng hon USA:s och den svenska nationalsången inför båda matcherna.
Molly Hammars röst hörs även i den svenska versionen av Lejonkungen (2019), där hon spelar Nala.
Tillsammans med Bob Sinclair gav Hammar 2021 ut singeln "We Could Be Dancing", som under en tid var den mest spelade låten på radio i Italien samt placerade sig på topp 20 på radio i Frankrike. 2022 kom bland annat "Tell Her".
Hösten 2022 var hon deltagare i Så mycket bättre. Med sin tolkning av Norlie & KKV:s "Ingen annan rör mig som du" fick hon sin första listetta.

## Diskografi
Singlar

- 2015 – "I'll Be Fine"
- 2015 – "I'll Be Fine – Live Session Version"
- 2015 – "Something Right"
- 2016 – "Hunger"
- 2016 – "Liberate"
- 2018 – "Drive"
- 2018 – "Blossom"
- 2019 – "No Place Like Me"
- 2019 – "Words"
- 2019 – "Show Me"– "Shortcuts (I Can't Wait)" duett med Kim Cesarion
- 2019 – "Shortcuts (I Can't Wait)"
- 2020 – "Alone"
- 2020 – "Get To Know Me First" duett med Julie Bergan & AWA
- 2021 – "Douchebag"
- 2021 – "Love Me Blind"
- 2022 – "Tell Her"
- 2023 – "All My Friends"

EP
- 2018 – "Sex"
- 2021 – "God Is Lonely Too"
- 2022 – "Så mycket bättre 2022 - Tolkningarna"